# Christoph Franz von Buseck
Christoph Franz Amand Daniel Veith Christian von Buseck (* 28. Dezember 1724 in Jagstberg; † 28. September 1805 in Bamberg) war letzter Fürstbischof von Bamberg.

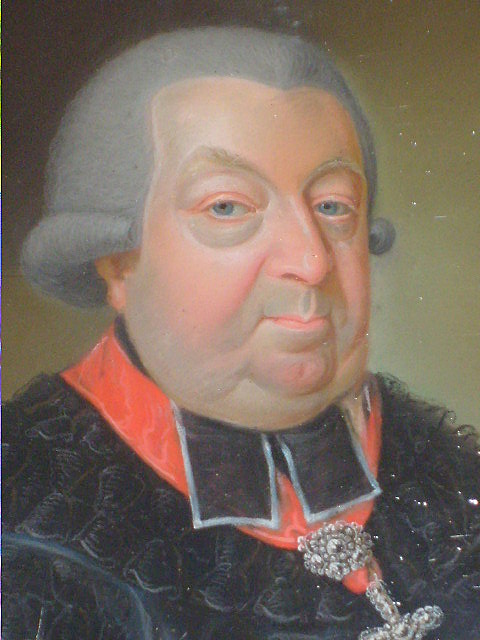
Fürstbischof Christoph Franz von Buseck, 1795, Pastell von J.B. Hirschmann

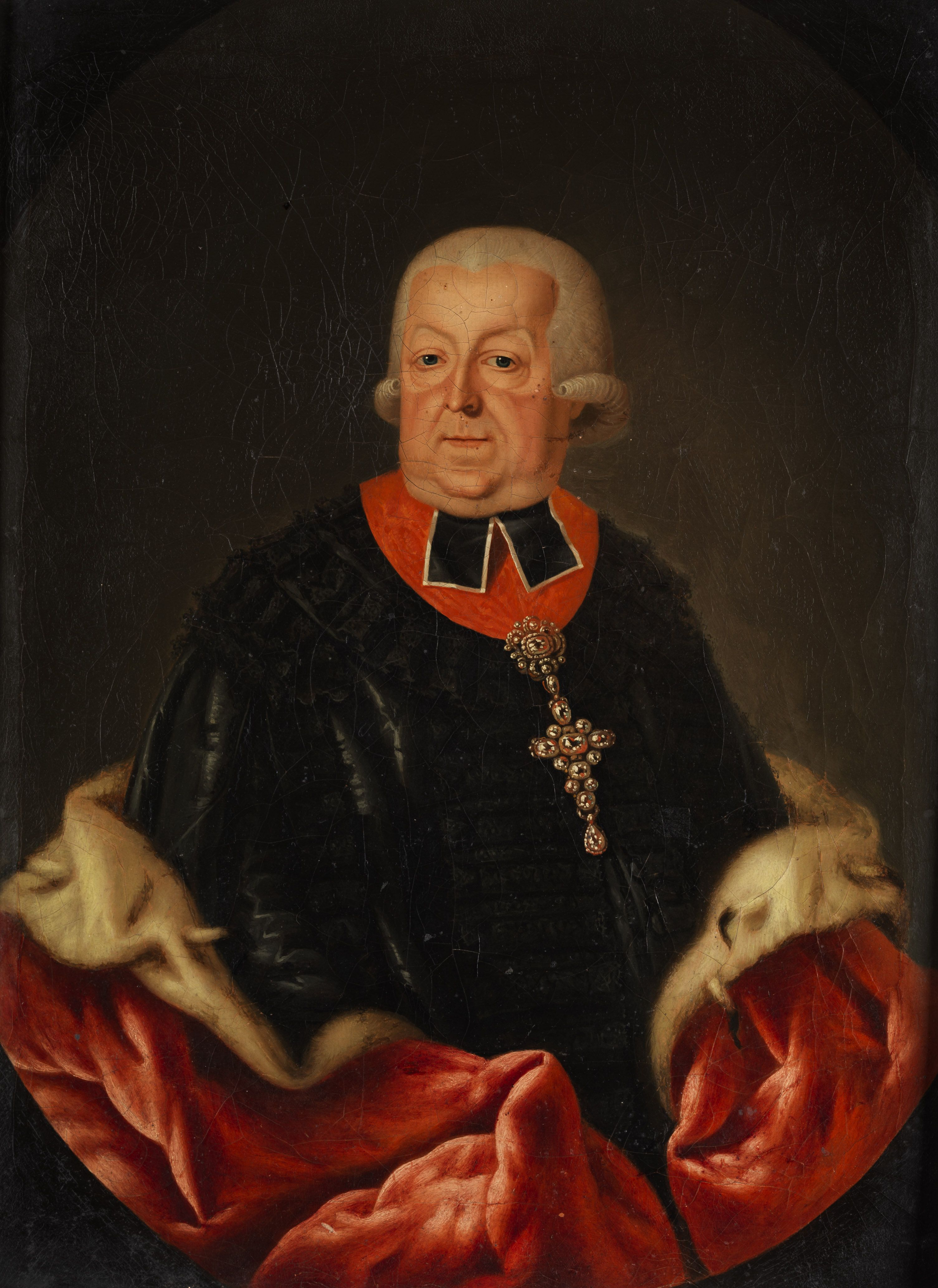
Fürstbischof Christoph Franz von Buseck, anonymes Portrait

## Familie
Christoph Franz Amand Daniel Veith Christian von Buseck stammte aus dem alten Adelsgeschlecht derer von Buseck. Er war ein Sohn von Ernst Johann Philipp Hartmann von Buseck und Maria Anna, einer geborenen von Buttlar. Christoph Franz war der Neffe des Fürstbischofs von Fulda, Amand von Buseck, und des Deutschordenskomturs in Gundelsheim, Johann Christoph von Buseck. Sein eigener Neffe Georg Karl von Fechenbach war Fürstbischof von Würzburg.

## Leben
1795 wurde der siebzigjährige Christoph Franz zum Bischof in Bamberg gewählt und anschließend erst zum Priester geweiht. Am 16. August 1795 wurde er durch seinen Neffen Bischof Georg Karl von Fechenbach zum Bischof geweiht. Buseck galt als schwacher Regent. Zeitgenössische Diplomaten stellen seiner Regentschaft ein vernichtendes Zeugnis aus:
„Ein Greis, der alle Schwachheiten des Alters erreicht hatte, ohne sich die Erfahrung desselben zu erwerben. Der Geiz ist seine herrschende Leidenschaft und der große Grundsaz seiner Staatsverwaltung. Seine Einfalt und Unwissenheit machten ihn zum Sclaven zweier Günstlinge“ „Der Fürst nahe an 79 Jahren und beinahe ohne Gedächtnis, regiert nur durch Eigensinn, in gewissen Fällen fast ganz unter dem Einfluß des geheimen Referendärs, und einiger mehr unbekannt wirkender Menschen, die ihn mißbrauchen, wenigstens benutzen.“
Im Ersten Koalitionskrieg floh Buseck 1796 vor den Franzosen nach Prag und 1799 nach Saalfeld. Nach seiner zweiten Rückkehr ließ er (1800) seinen Neffen zum Koadjutor und Nachfolger bestellen. Durch die bayerische Besetzung des Hochstifts kam es zum erzwungenen Rücktritt am 29. September 1802 als Fürstbischof. Das Hochstift Bamberg wurde säkularisiert, 1803 auch die Bamberger Universität aufgelöst. Der Bamberger Bischofsstuhl blieb nach dem Tode Busecks 1805 bis 1817/18 unbesetzt.